# Jia (Yulin)

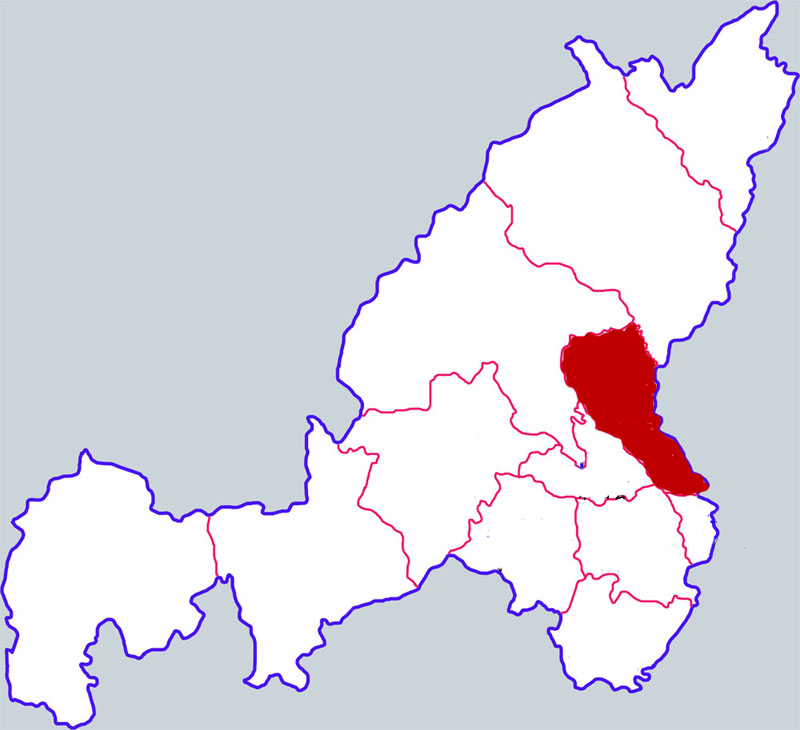
Lage des Kreises Jia auf dem Gebiet der bezirksfreien Stadt Yulin

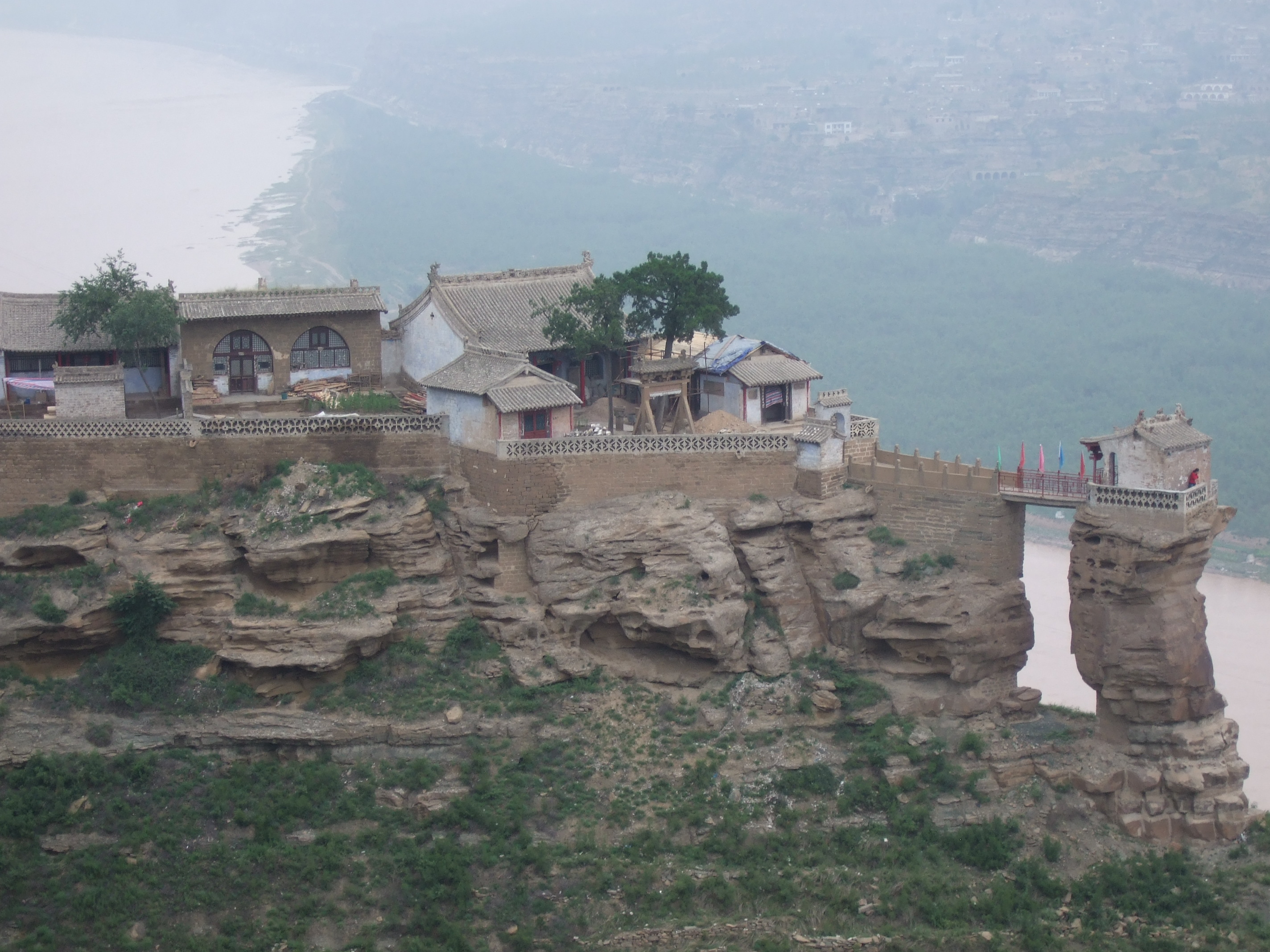
Daoistischer Tempel über dem Gelben Fluss im Kreis Jia

Der Kreis Jia (chinesisch 佳县, Pinyin Jiā Xiàn) ist ein Kreis der bezirksfreien Stadt Yulin der Provinz Shaanxi in der Volksrepublik China. Er hat eine Fläche von 2.028 km² und zählt 113.035 Einwohner (Stand: Zensus 2020). Sein Hauptort ist die Großgemeinde Jialu (佳芦镇).
Der Baiyunshan-Tempel (Baiyunshan miao 白云山庙) und die Shiluoluoshan-Stätte (Shiluoluo shan yizhi 石摞摞山遗址) stehen auf der Liste der Denkmäler der Volksrepublik China.